# Georg von Wedekind
Georg Christian Gottlieb Wedekind (desde 1809 Freiherr von Wedekind; Göttingen, 8 de janeiro de 1761 — Darmstadt, 28 de outubro de 1831) foi um médico e revolucionário alemão.
Wedekind foi criado em 16 de maio de 1809 na hereditária propriedade baronial grega-ducal hessiana. Em 1830 foi nomeado Conselho Secreto do Estado. Em 5 de fevereiro de 1792, "Georg Christian Theodor von Wedekind", com o apelido acadêmico "Erasistratus III", foi aceito como membro (matrícula número 949) na Academia Leopoldina.